# 官洲駅
官洲駅（かんしゅう-えき）は、中華人民共和国広東省広州市海珠区官洲島（国際生物島）に位置する広州地下鉄4号線及び12号線の駅。

## 歴史
- 2005年12月26日：4号線の駅として開業。
- 2025年6月29日：12号線の開業により乗り換え駅となる[1]。

## 駅構造
両線とも島式ホーム1面2線を有する地下駅。

### のりば
| 番線                    | 路線     | 行先           |
| ----------------------- | -------- | -------------- |
| 4号線ホーム（地下2階）  |          |                |
| 1                       | ■ 4号線  | 黄村方面       |
| 2                       | ■ 4号線  | 南沙客運港方面 |
| 12号線ホーム（地下3階） |          |                |
| 3                       | ■ 12号線 | 大学城南方面   |
| 4                       | ■ 12号線 | 二沙島方面     |

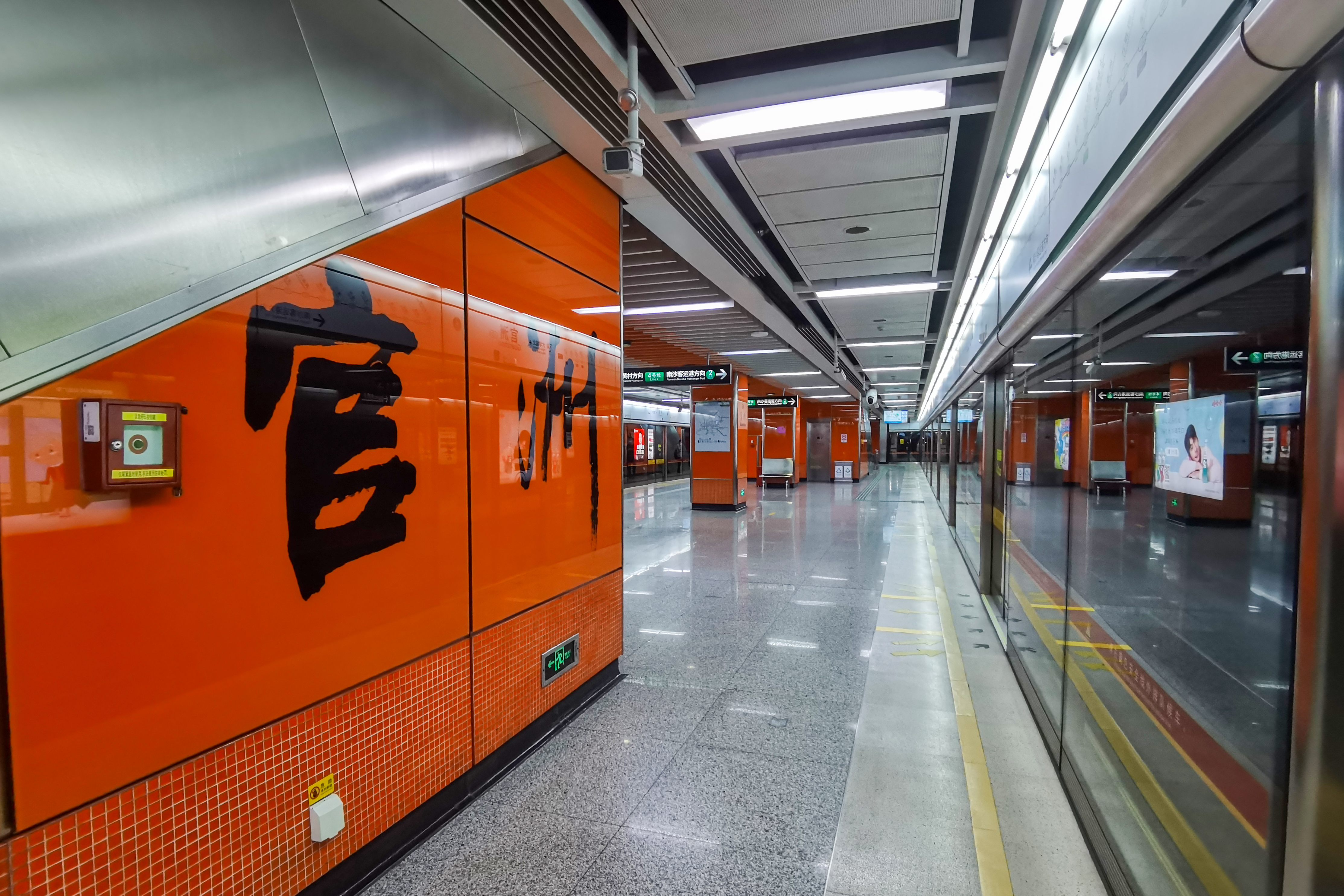
4号線ホーム
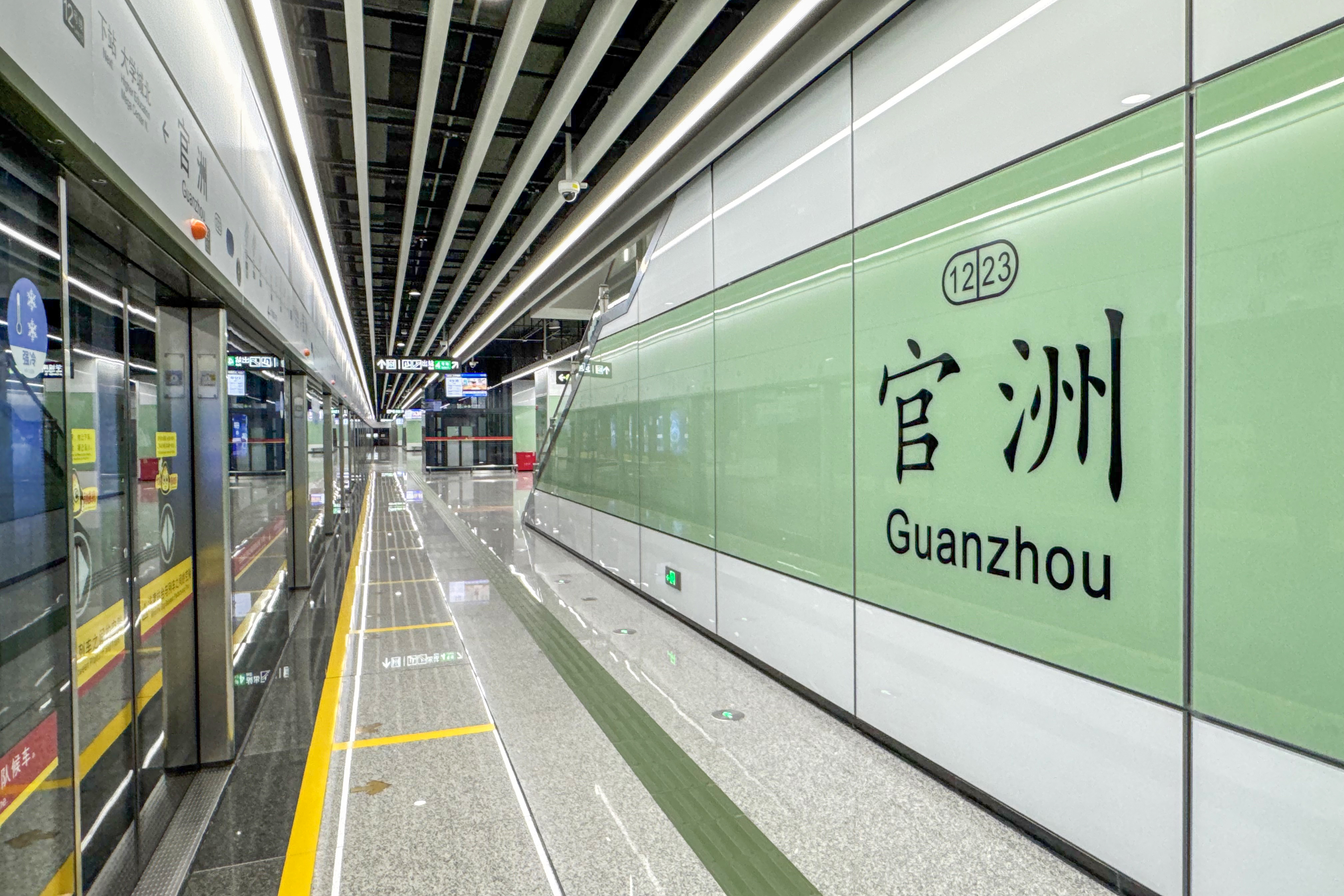
12号線ホーム
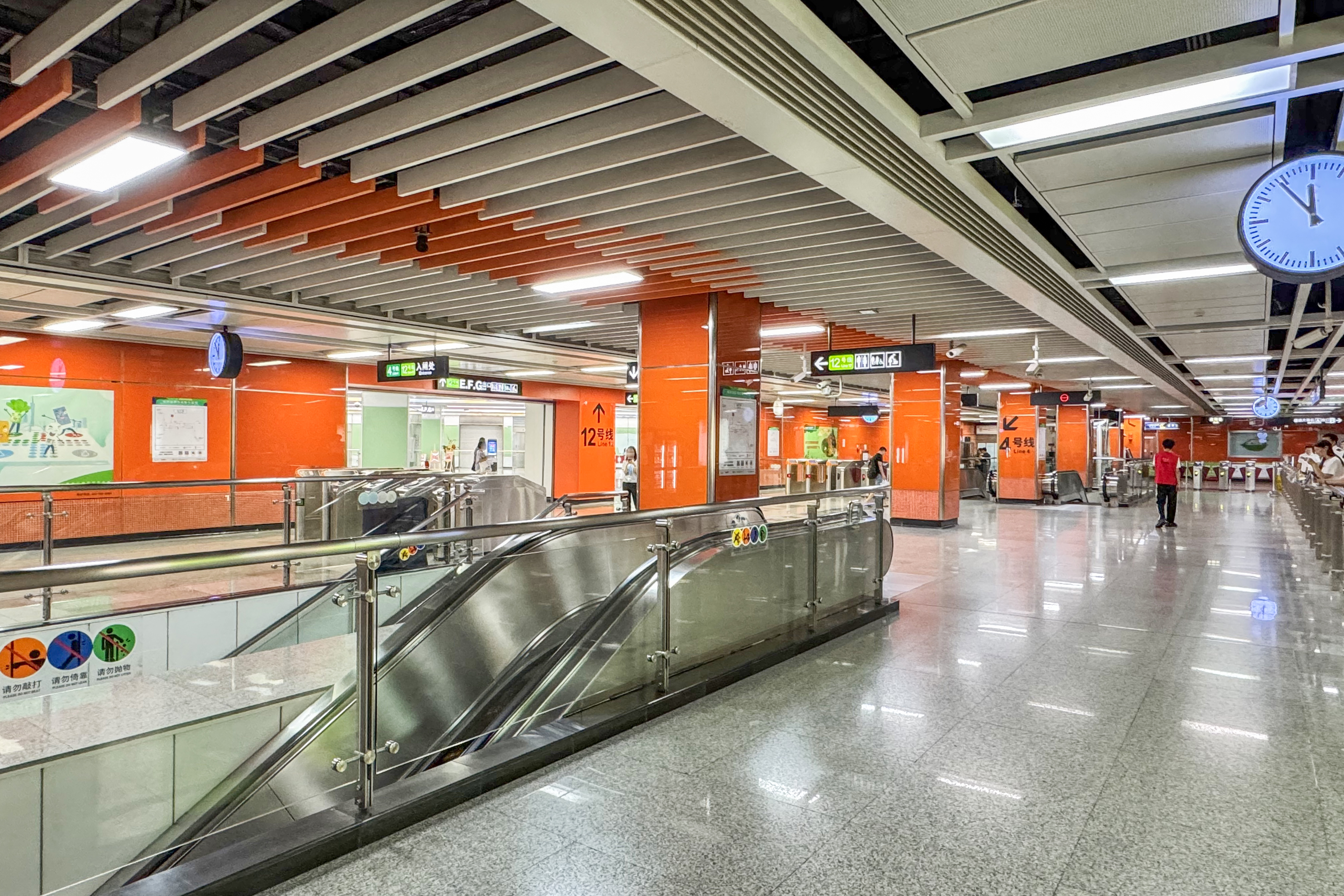
4号線コンコース
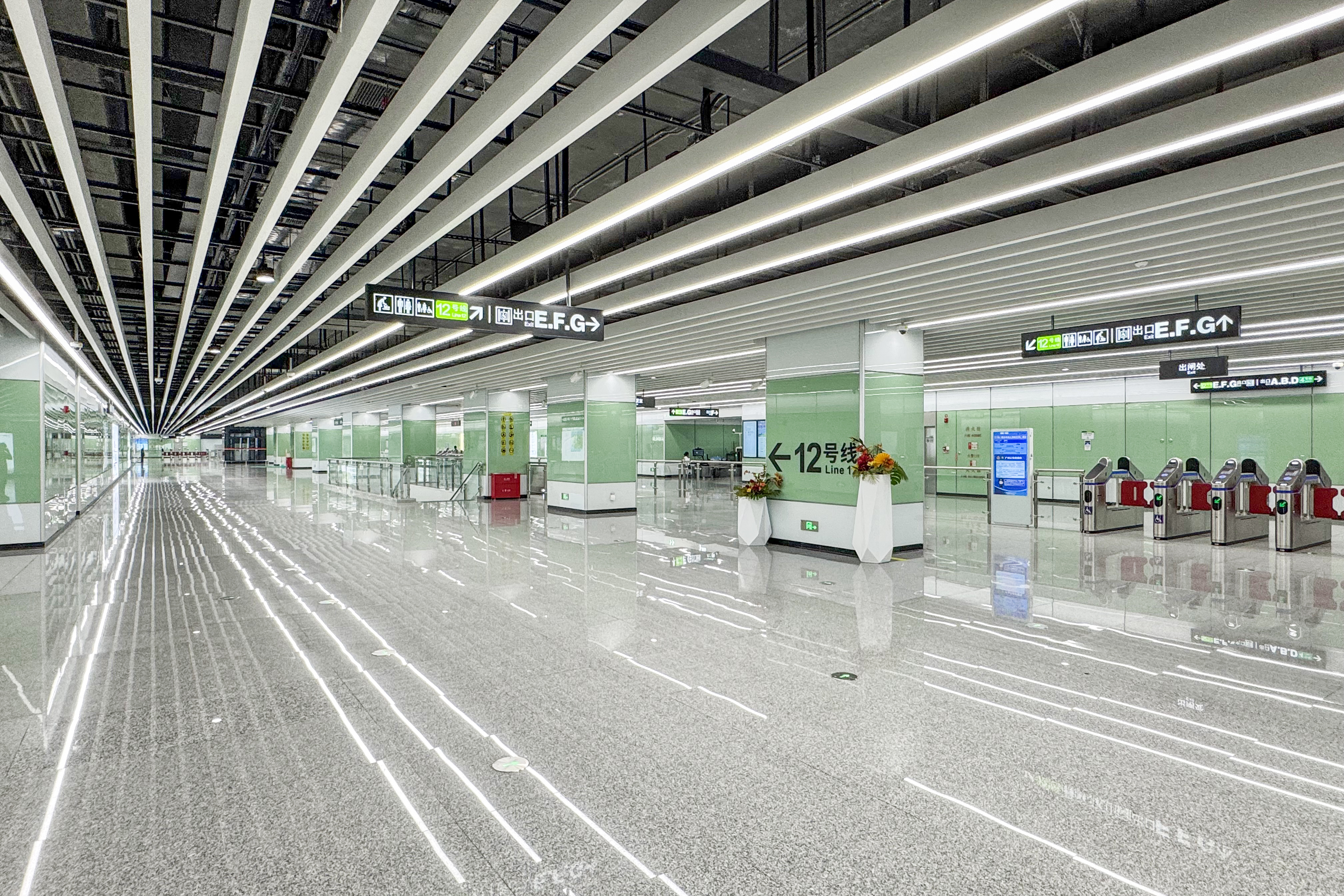
12号線コンコース

## 隣の駅
広州地下鉄
■ 4号線
大学城北駅 419 - 官洲駅 420 - 万勝囲駅 421
■ 12号線
北山駅 1222 - 官洲駅 1223 - 大学城北駅 1224